# IPod nano
L'iPod nano è un lettore di musica digitale basato su memoria flash da 8 o 16 gigabyte prodotto dalla Apple Inc.
Il lettore andava a sostituire il precedente iPod mini che era basato sul disco rigido. Il nuovo lettore, essendo basato su memorie allo stato solido, risulta essere molto più leggero e piccolo del precedente, pur mantenendo una discreta autonomia e una discreta capacità.
L'iPod nano, a differenza del precedente modello, è stato disponibile solamente nei colori bianco o nero fino a settembre 2006, data a partire dalla quale si è reso disponibile nei colori argento (2 e 4 GB), verde, fucsia, azzurro (4 e 8 GB), (PRODUCT) RED (4 e 8 GB) e nero (8 GB).
Dal 9 settembre 2008, con la quarta generazione di iPod nano, quest'ultimo viene reso disponibile nelle seguenti colorazioni: argento, nero, viola, azzurro, verde, giallo, arancio, rosso (PRODUCT) RED e fucsia.
Grazie alla memoria flash, non è più udibile il salto fra una canzone e un'altra ed è più veloce il trasferimento delle canzoni all'interno dell'iPod. Esistono 8 generazioni di iPod nano. 

## Sviluppo
L'iPod nano è stato presentato in due colori (bianco e nero) e con due capacità: una da 2 GB (che poteva contenere circa 500 canzoni) e una da 4 GB (circa 1000 canzoni). Poco dopo, venne presentata anche la versione da 1 GB (la quale poteva contenere circa 250 canzoni). Apple ha anche messo sul mercato vari accessori, tra cui un bracciale dello stesso colore dell'iPod, il quale oltre ad avere una funzione decorativa, serviva a proteggere l'iPod dai graffi (di cui ne era fortemente soggetto) e un cordino-auricolare, utile per evitare il classico problema dei cavi che si aggrovigliavano tra loro.

## Prima generazione 1
Il 7 settembre 2005 viene presentato l'iPod nano. È il diretto discendente dell'iPod mini, del quale l'iPod nano sarà il sostituto, ma è estremamente più sottile, infatti è spesso appena 6,9 mm.
Possiede uno schermo a colori da 1,5" e può visualizzare anche le fotografie.
Il nuovo iPod nano cambia anche il look dei materiali, per cui non sono più di alluminio colorato, bensì prendono la livrea dei fratelli maggiori: bianco o nero in policarbonato, con il retro cromato. L'autonomia della batteria dichiarata si aggira intorno alle 14 ore (contro le 18 ore del predecessore iPod mini). Le capacità sono di 1, 2 e 4 GB.
Il 15 giugno 2006 vengono abbassati i prezzi dell'iPod nano: il modello da 1 GB passa da 159 a 149 euro, il modello da 2 GB passa da 204 a 199 euro, mentre il modello da 4 GB scende da 263 a 249 euro.
Questo prodotto è stato criticato per la scocca che era facilmente soggetta a antiestetici graffi. Dopo una battaglia legale durata tre anni, Apple, nel gennaio del 2009, ha costituito un fondo da 22,5 milioni di dollari per risarcire gli utenti che avevano acquistato il lettore musicale.
In aggiunta a questo problema, in Giappone si è registrato un caso di iPod nano che ha prodotto scintille visibili durante il processo di carica. Sebbene non vi siano stati feriti, Apple ha comunque investigato sull'accaduto. Il 19 agosto del 2008, il numero di incidenti riguardanti il surriscaldamento delle unità di prima generazione durante le operazioni di ricarica in Giappone era salito a 17, inclusi casi di incendio di tatami. Il 10 agosto 2010, dopo tutti gli incidenti che si erano verificati in precedenza, Apple Giappone ha dichiarato che avrebbe sostituito tutti gli iPod con problemi di surriscaldamento.

L'11 novembre del 2011, Apple ha annunciato un programma di richiamo per gli iPod nano di prima generazione allo scopo di risolvere il problema del surriscaldamento delle batterie. Gli acquirenti sono stati invitati a compilare un apposito modulo online per verificare se la loro unità risultasse tra quelle affette dal problema, onde ottenere la sostituzione con nuovi dispositivi ed una garanzia addizionale di 90 giorni. Nonostante gli utenti si aspettassero la sostituzione del proprio iPod nano con un'unità sostitutiva dello stesso modello, la disponibilità limitata di iPod ha costretto Apple, in diversi casi, ad inviare unità del modello base del prodotto di sesta generazione.

## Seconda generazione 2

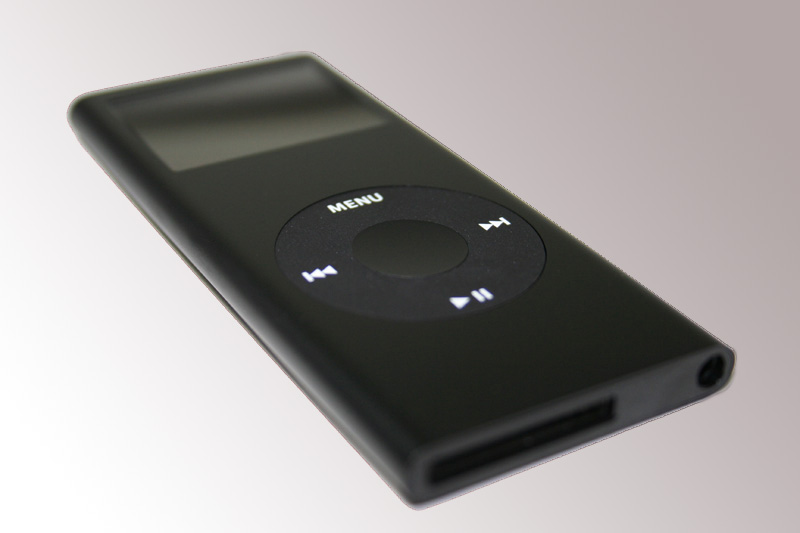
iPod nano di seconda generazione

Il 12 settembre 2006, Apple ha presentato una nuova versione dell'iPod nano, ridisegnato e aggiornato nella capienza.
La principale novità è il ritorno allo stile dell'iPod mini per quel che riguarda l'aspetto estetico. Il motivo di questo revirement di casa Apple è teso a migliorare un prodotto che era già quasi perfetto, fatta eccezione per l'eccessiva tendenza a graffiarsi. Cupertino ha lavorato proprio su questo aspetto, reintroducendo quel metallo satinato e colorato che si era già visto negli iPod mini. La prima novità è proprio il ritorno del metallo satinato e dei colori, oltre al nero; manca, invece, il bianco classico.
La batteria è stata potenziata e porta l'autonomia di riproduzione da 14 a 24 ore. Anche la luminosità è assai superiore a quella dei modelli precedenti e le scritte sembrano anche più definite e incise. Il peso, nonostante la batteria fornisca quasi l'80% in più di autonomia, si è leggermente ridotto passando da 42 a 40 grammi. Il prodotto, già ultrasottile ed ultracompatto, è rimasto quasi invariato come dimensioni: la larghezza e l'altezza sono restate rispettivamente a 4 cm e 9 cm, mentre lo spessore è stato ridotto leggermente, passando da 0,69 cm a 0,65 cm.
Anche i prezzi sono rimasti invariati, ma è raddoppiata la capienza della memoria.

Il mese dopo venne annunciata un'edizione speciale dell'iPod nano, ovvero Product Red, cioè di colore rosso. Una parte del ricavato veniva data per delle iniziative; di questa edizione erano disponibili i modelli da 4 e 8 GB con il prezzo invariato.

## Terza generazione 3
Il 5 settembre 2007 è stata presentata la terza generazione di iPod nano.

Questa volta non si tratta di un semplice restyling, bensì di una vera e propria nuova versione. Il nuovo iPod nano presenta dimensioni maggiori e schermo più ampio (da 2") rispetto al suo predecessore, il supporto alla riproduzione di video, nuovi colori (argento per il modello da 4 GB e azzurro, verde, nero, rosa e Product Red per quello da 8 GB) e un supporto per dei giochi già presenti di default. La sua interfaccia è stata ridisegnata e si avvale ora della funzione Cover Flow già vista su iPhone e iTunes, che è stata implementata anche nei nuovi iPod classic e iPod touch. La batteria ha un'autonomia di 24 ore di riproduzione audio e 5 ore di riproduzione video. Sono state presentate due versioni, una da 4 GB al prezzo di 149 euro e una da 8 GB al prezzo di 199 euro, prezzi che, nel febbraio 2008, sono scesi a 139 euro per la prima versione da 4 GB e 189 euro per la seconda versione da 8 GB.

## Quarta generazione 4
La quarta generazione di iPod nano è stata presentata il 9 settembre 2008.
Il design ripropone quello degli iPod nano di seconda generazione, ma con dei bordi lievemente più arrotondati e uno spessore inferiore. Monta lo stesso display in vetro del modello di terza generazione, con un guscio in alluminio e un'autonomia di 24 ore di riproduzione audio e 4 di riproduzione video.
Il modello mutua dall'iPhone e dall'iPod touch l'accelerometro: basta ruotarlo e le copertine dei dischi scorrono con Cover Flow, mentre i video vengono visualizzati in modalità panoramica 16:9. Scuotendolo si passa alla canzone successiva, in modalità Shuffle. Inoltre nasce la nuova gamma di colori la Nano-Cromatic comprendente una vasta gamma di nove colori: argento, nero, viola, azzurro, verde, giallo, arancione, rosso e rosa.

Il nuovo iPod nano era in vendita a 139 euro per il modello da 8 GB e 189 per quello da 16 GB. È stata quindi ufficialmente rimossa la versione da 4 GB, anche se ne sono stati prodotti alcuni esemplari destinati a particolari mercati come quello italiano dove era venduto a 119 euro.

## Quinta generazione 5
Il 9 settembre 2009 è stata presentata la quinta generazione di iPod nano, esattamente ad un anno di distanza dalla precedente.
Lo schermo risulta ora di 2,2". Inoltre, il nuovo prodotto Apple è dotato di radio FM con pausa live di 15 minuti, voice over, videocamera integrata con sedici effetti annessi, (quali, ad esempio, l'effetto antico oppure l'effetto seppia), microfono integrato e memo vocali. Inoltre è integrato il contapassi Nike+iPod, che permette di sapere la distanza percorsa, le calorie bruciate e la velocità mantenuta, grazie al sensore opzionale Nike.

Il nuovo iPod nano era in vendita a 143 euro per modello da 8 GB e a 174 euro per modello da 16 GB.

## Sesta generazione 6
Il 1º settembre 2010 è stata presentata la sesta generazione di iPod nano, circa dopo un anno di distanza dalla precedente e il suo aspetto era simile ad un Apple Watch. 
Ha subito dei notevoli cambiamenti soprattutto estetici. Le novità principali sono lo schermo multi-touch da 1,54" e le dimensioni notevolmente ridotte; infatti l'iPod nano misura 37,5 x 40,9 x 8,78 mm.
Il nuovo Apple iPod nano è dotato di radio FM con pausa live di 15 minuti, voice over (senza videocamera, che era integrata nella precedente generazione), memo vocali e riproduzione di film e videoclip. Inoltre è integrato il contapassi Nike+iPod, che permette di sapere la distanza percorsa, le calorie bruciate e la velocità mantenuta grazie al sensore opzionale Nike.
Inizialmente, previsto come un lettore MP3 di dimensioni estremamente minute, pari all'iPod shuffle, l'iPod nano di sesta generazione ha incontrato presto il favore dell'utenza come orologio evoluto. Uno dei programmi incorporati nell'attuale OS 1.2 è infatti un orologio con 18 quadranti intercambiabili, di cui dieci in stile analogico, quattro in stile digitale, due a tema Disney (un orologio di Topolino e uno di Minni) e due a tema Muppets. Come risultato, svariate case produttrici di terze parti hanno cominciato a produrre cinturini in grado di agganciarsi alla clip posteriore, consentendo agli utenti di indossare l'iPod nano di sesta generazione e, con una semplice configurazione, usarlo come orologio.

Il nuovo dispositivo Apple era in vendita a 139 euro per il modello da 8 GB e a 159 euro per il modello da 16 GB.

## Settima generazione 7

Gamma di colori della settima generazione di iPod nano.

L'iPod nano di settima generazione è stato presentato il 12 settembre 2012 allo Yerba Buena Center for the Arts di San Francisco, il suo design è simile a quello di un iPhone. 
È stato completamente ridisegnato. È dotato di un display da 2,5" e un tasto Home, due tasti per regolare il volume e il nuovo connettore Lightning. Grazie alla lunghezza del dispositivo, è aumentata la capienza della batteria agli ioni di litio, che può ora raggiungere le 30 ore di riproduzione musica e le 3,5 ore di riproduzione video. Per la prima volta nella famiglia degli iPod nano è stato integrato il Bluetooth, che consente di utilizzare impianti stereo o cuffie con tale tecnologia. Presenta la parte frontale con un vetro di colore bianco, mentre il retro in alluminio anodizzato è disponibile in nero, rosa, celeste, grigio, verde, giallo, rosso oppure rosso fuoco per la versione (Product) RED.
Ha ricevuto un aggiornamento firmware, passando dalla versione 1.0.2 alla 1.0.4. L'aggiornamento non porta grossi cambiamenti con sé, ma da ora questo iPod può essere scelto in altri colori nuovi (grigio siderale, oro, argento, rosa e azzurro)

È stata tolta dal commercio la versione da 8 GB, lasciando solo quella da 16 GB al prezzo di € 179.  

## Ottava generazione 8
Nel 2015 esce l'iPod nano di ottava generazione che ha lo stesso design del l'iPod nano 7 ma con alcune differenze come il peso, più sottile, molto leggero è dotato di un display widescreen da 3,5 pollici (8,89 cm). Con una memoria di 16 GB. Le funzionalità sono le stesse dell'iPod nano 7, l'iPod nano 8 funziona con iOS e infine è disponibile in diversi colori tra cui oro, argento e nero.

## Formati audio supportati
Lossy:
- AAC (da 8 a 320 kBit / s)
- Protected AAC (da iTunes Store)
- MP3 (da 8 a 320 kBit / s)
- Audible (formati 2, 3 e 4)

Lossless:
- Apple Lossless
- AIFF
- WAV

Altro:
- MP4